# Cornwall Royals
Cornwall Royals var ett kanadensiskt juniorishockeylag som spelade först i Ligue de hockey junior majeur du Québec (LHJMQ) mellan 1969 och 1982 och sen i Ontario Hockey League (OHL) och spelade där fram till 1992. Det året flyttades laget till Newmarket i Ontario och blev Newmarket Royals. Det blev dock bara två säsonger innan de flyttades återigen och den här gången till Sarnia och blev Sarnia Sting.
Royals spelade sina hemmamatcher i inomhusarenan Cornwall Civic Complex, som har en publikkapacitet på 5 000 åskådare, i Cornwall. De vann tre Memorial Cup och tre Coupe du Président, som är trofén som ges till det vinnande laget av LHJMQ:s slutspel, för säsongerna 1971–1972, 1979–1980, 1980–1981.

## Fostrade spelare
Ett urval av spelare de har fostrat.
| LHJMQ - Dave Allison - Scott Arniel - Richard Brodeur - Alain Chevrier - Marc Crawford - Dan Daoust - Dan Frawley - Doug Gilmour - Dale Hawerchuk - Blair MacDonald - Bob Murray - Rick Paterson - Al Sims - Billy Smith - Rod Willard | OHL - Scott Arniel - Dan Frawley - Doug Gilmour - Jim Kyte - Nathan LaFayette - Owen Nolan - Rob Ray - Joe Reekie - Mathieu Schneider - Ray Sheppard - John Slaney - Mike Stapleton - Jeremy Stevenson - Rick Tabaracci - Ryan Vandenbussche |